# ウィリアムズ・FW29
ウィリアムズFW29 (Williams FW29) はウィリアムズF1が2007年のF1世界選手権に投入したフォーミュラ1カー。

## 開発
前年モデルのFW28に比べ、フロントノーズ部とサイドポンツーン、リヤ部が大きく変更されたが、前作の発展モデルとほとんどいってよい。サイドポンツーン全面を絞り込み、2006年に起きた信頼性の問題に対処するためにエンジンとエキゾーストマニホールドのパッケージを改良し、空力効果を向上させるためにトップデッキをより低く狭くした。
エンジンはコスワースとの契約を1年限りで終え、この年からトヨタ製カスタマーエンジンの供給を受ける。

## 2007年シーズン
ドライバーはニコ・ロズベルグが残留。マーク・ウェバーが移籍し、サードドライバーのアレクサンダー・ヴルツがレギュラーに昇格した。
前年は極端に低かった完走率が向上し、最終的にはエンジン供給元のトヨタを上回るコンストラクターズ4位を獲得した。2年目のロズベルグは予選Q3進出の常連となり、20ポイントを獲得してエースの地位を確立した。ヴルツは第16戦中国GP後に引退を表明し、最終戦はサードドライバーの中嶋一貴が参戦した。

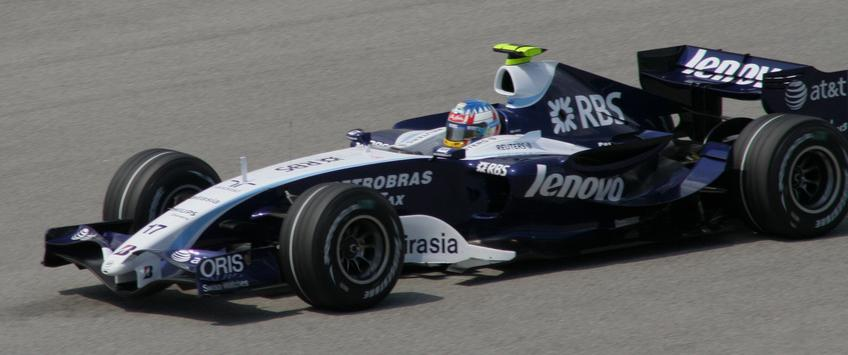
2007年イタリアGPでモンツァを走行するFW29（ドライバーはアレクサンダー・ヴルツ）
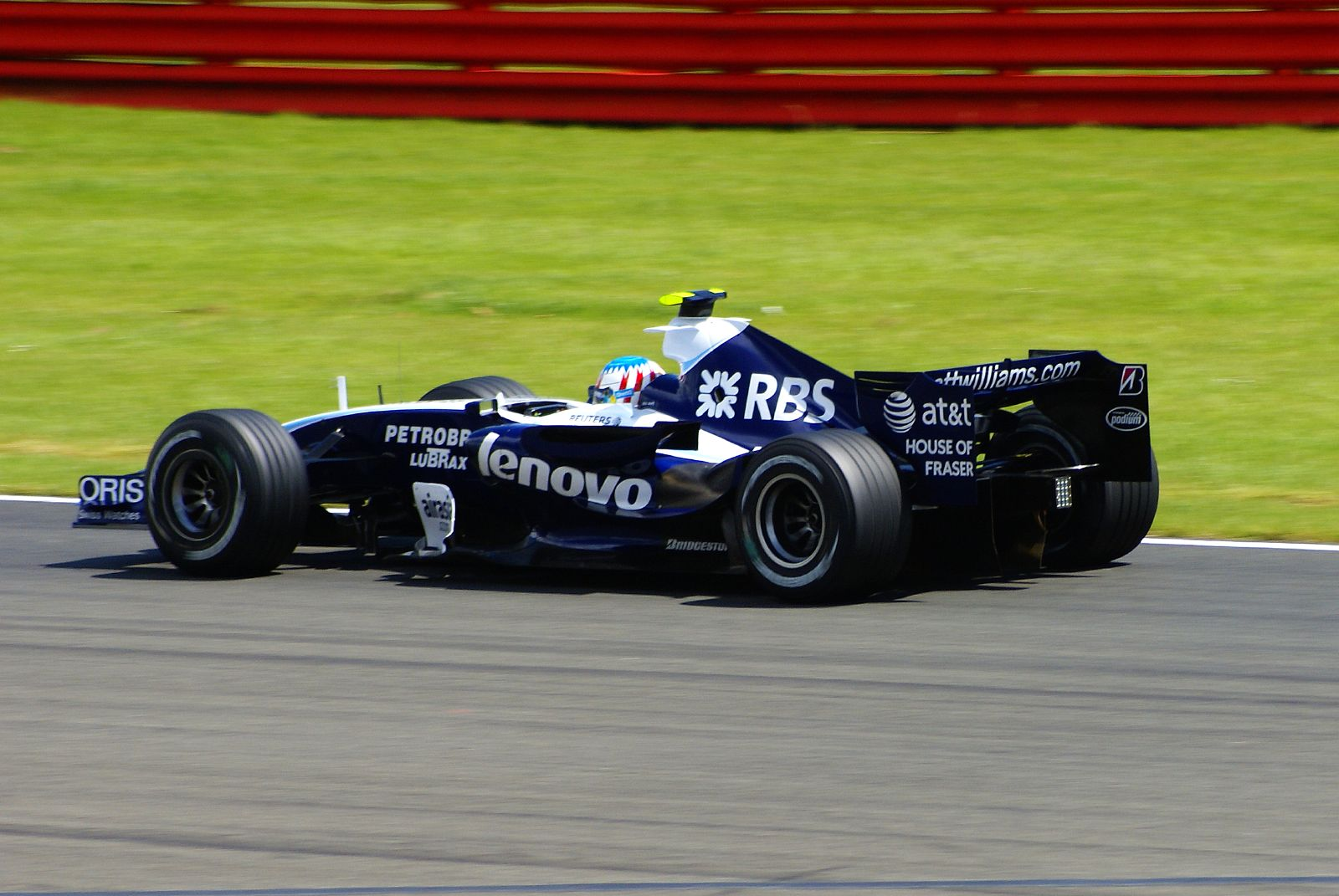
2007年イギリスGPでシルバーストン・サーキットを走行するFW29（ドライバーはヴルツ）
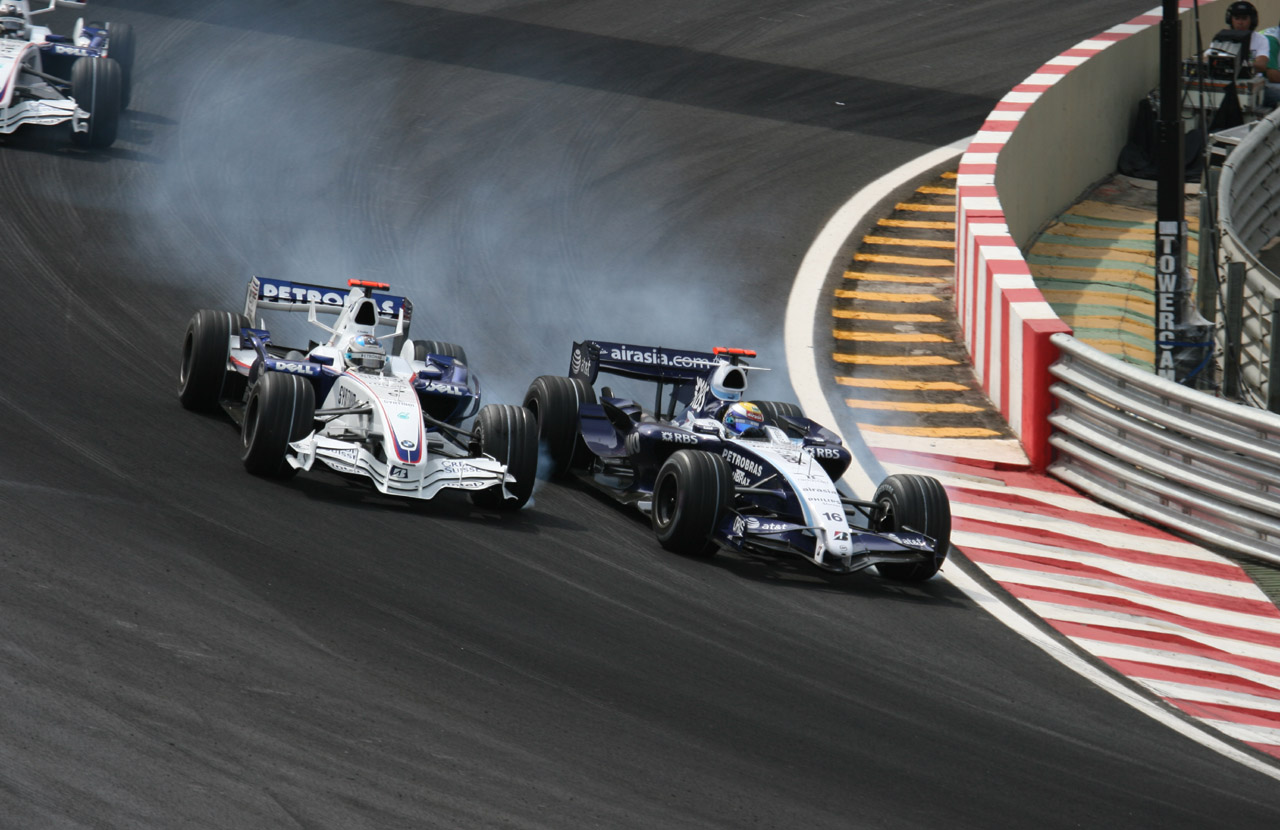
2007年ブラジルGPでニック・ハイドフェルドをオーバーテイクするニコ・ロズベルグ

## スペック

### シャーシ
- シャーシ名 FW29
- 全長 4,500 mm
- 全幅 1,800 mm
- 全高 950 mm
- ホイルベース 3,100 mm
- 重量 605kg
- ホイール レイズ 鍛造マグネシウム
- タイヤ ブリヂストン

### エンジン
- エンジン名 トヨタRVX-07
- 気筒数・角度 V型8気筒・90度
- 排気量 2,398cc
- 燃料・オイル ペトロブラス

## 記録
| 年   | No. | ドライバー             | 1   | 2   | 3   | 4   | 5   | 6   | 7   | 8   | 9   | 10  | 11  | 12  | 13  | 14  | 15  | 16  | 17  | ポイント | ランキング |
| 年   | No. | ドライバー             | AUS | MAL | BHR | ESP | MON | CAN | USA | FRA | GBR | EUR | HUN | TUR | ITA | BEL | JPN | CHN | BRA | ポイント | ランキング |
| ---- | --- | ---------------------- | --- | --- | --- | --- | --- | --- | --- | --- | --- | --- | --- | --- | --- | --- | --- | --- | --- | -------- | ---------- |
| 2007 | 16  | ニコ・ロズベルグ       | 7   | Ret | 10  | 6   | 12  | 10  | 16  | 9   | 12  | Ret | 7   | 7   | 6   | 6   | Ret | 16  | 4   | 33       | 4th        |
| 2007 | 17  | アレクサンダー・ヴルツ | Ret | 9   | 11  | Ret | 7   | 3   | 10  | 14  | 13  | 4   | 14  | 11  | 13  | Ret | Ret | 12  |     | 33       | 4th        |
| 2007 | 17  | 中嶋一貴               | TD  | TD  |     |     |     | TD  | TD  |     |     |     |     |     |     |     |     | TD  | 10  | 33       | 4th        |

- ドライバーズランキング
  - ニコ・ロズベルグ 9位
  - アレクサンダー・ヴルツ 11位
  - 中嶋一貴 22位

## 参照
1. ↑  “The Williams-Toyota FW29 technical specification”. 2007年2月16日閲覧。